# Mauricio Soler

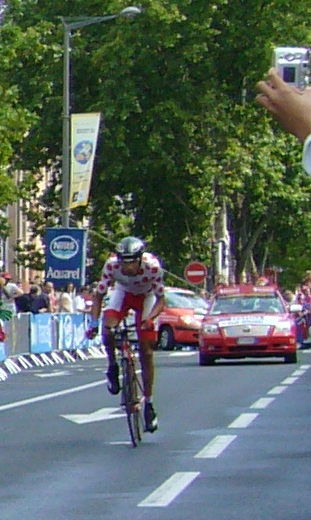
Juan Mauricio Soler Hernández

Juan Mauricio Soler Hernández (Ramiriquí, estado de Boyacá, 14 de janeiro de 1983) é um ciclista colombiano profissional, que corre pela equipa Barloworld.
Participou pela 1ª vez na Volta à França em 2007, ganhando a 9ª etapa, fugindo no mítico Col Du Galibier. Nesta Volta à França, ganhou a camisola da Montanha. Soler descrevou a vitória de etapa como "Uma vitória vinda do céu. É a maior vitória da minha vida, e na primeira Volta à França que faço. Nunca pensei que viria (etapa) tão rápido".
Soler começou a correr aos 17 anos. Até tornar-se ciclista profissional, Soler correu um ano no seu país, a Colômbia. Pouco mais tarde juntou-se à Acqua & Sapone, equipa onde ele foi guiado por Claudio Corti, que mais tarde o trouxe para a sua actual equipa, a Barloworld.